# هيني بوك
هيني بوك (بالإنجليزية: Heini Bock)‏ هو لاعب اتحاد الرغبي ناميبي، ولد في 28 ديسمبر 1981 في Oranjemund ‏ في ناميبيا.

## وصلات خارجية
- هيني بوك عل موقع إسبنسكروم (الإنجليزية)
- هيني بوك على موقع ItsRugby.co.uk (الإنجليزية)